# سایمون اشداون
سایمون اَشداون (انگلیسی: Simon Ashdown) فیلم‌نامه‌نویس و نویسنده اهل بریتانیا است.
از فیلم‌ها یا مجموعه‌های تلویزیونی که وی در آن‌ها نقش داشته‌است، می‌توان به ایست‌اندرز، شهر هالبی، تلفات و فانلند اشاره نمود.